# Birgit Lohberg-Schulz
Birgit Lohberg-Schulz (* 3. Dezember 1965 in Moers) ist eine deutsche Schwimmerin und Olympiateilnehmerin. Die 1,76 m große und 63 kg schwere Athletin startete für die Schwimmgemeinschaft Hamburg.
Sie konnte sich mehrfach bei Deutschen Meisterschaften platzieren:
- 1987: Meisterin über 200 m Freistil und über 400 m Lagen, Vizemeisterin über 200 m Lagen
- 1988: Meisterin über 200 und 400 m Lagen
- 1989: Platz 3 über 50 und 100 m Freistil, Vizemeisterin über 200 m Lagen

Bei den Olympischen Spielen 1988 in Seoul startete sie über 200 m Freistil, 200 m Lagen und 400 m Lagen und konnte sich auf allen drei Strecken für das B-Finale qualifizieren. Ihre Ergebnisse:
- 200 m Freistil: Platz 7 in 2:02,32 min (Gesamtwertung Platz 17 unter 44 Teilnehmerinnen)
- 200 m Lagen: Platz 2 in 2:17,85 min (Gesamtwertung Platz 10 unter 36 Teilnehmerinnen)
- 400 m Lagen: Platz 2 in 4:50,54 min (Gesamtwertung Platz 10 unter 30 Teilnehmerinnen)

Ihre größten internationalen Erfolge feierte Birgit Lohberg-Schulz als Staffelschwimmerin:
- Europameisterschaften 1987 in Straßburg: Bronze mit der 4 × 200-m-Freistilstaffel (Team: Svenja Schlicht, Heike Holler, Julia Lebek und Birgit Lohberg-Schulz) in 8:09,89 min hinter der DDR (Gold in 7:55,47 min) und Rumänien (Silber in 8:09,15 min).
- Europameisterschaften 1989 in Bonn: Bronze mit der 4 × 100-m-Freistilstaffel (Team: Katja Zillox, Susanne Boßerhoff, Marion Aizpors und Birgit Lohberg-Schulz) in 3:46,15 min hinter der DDR (Gold in 3:42,46 min) und den Niederlanden (Silber in 3:43,66 min).